# Ivan Nikitovič Kožedub
Ivan Nikitovič Kožedub (in russo Иван Hикитович Кожедуб?; in ucraino Іван Микитович Кожедуб?, Ivan Mykytovyč Kožedub; spesso citato con la traslitterazione anglosassone: Ivan Kozhedub; Obražievka, 8 giugno 1920 – Mosca, 8 agosto 1991) è stato un aviatore e generale sovietico, asso dell'aviazione della Voenno-vozdušnye sily (V-VS), l'aeronautica militare dell'Unione Sovietica, durante la Seconda guerra mondiale.
Con 62 abbattimenti accertati, fu il maggiore degli assi tra tutte le forze aeree degli alleati della seconda guerra mondiale.

## Onorificenze
(lista parziale)